# Scaptochirus moschatus
El topo de hocico corto (Scaptochirus moschatus) es una especie de mamífero eulipotiflano de la familia Talpidae.

## Distribución geográfica
Es endémico de China.